# 动物园站 (北京市)
动物园站是一个位于中国北京市西城区展览路街道西直门外大街北京动物园前，属于北京地铁4号线的地铁站，因邻近北京动物园正门而得名；于2009年9月28日随着4号线正式开通投入运营。动物园站还与动物园交通枢纽衔接。

## 位置
动物园站位于北京动物园南门前广场南侧，沿西直门外大街呈东西向布置。

## 车站设计
动物园站为地下车站，岛式站台设计。地下三层三跨结构，采用盖挖逆作法施工。车站总长189.9米，标准段总宽20.9米，底板埋深约29米。 地下二层是互通式整体站厅，地下三层是站台层。车站东端连接矿山法施工区间隧道，西端相连盾构法区间隧道。

### 车站楼层
| 地面层          | 街道                              | A-E出入口                                    |
| 地下一层        | 地下商业层                        | 商铺，过街通道                               |
| 地下二层 站厅层 | 站厅                              | 问询/票务服务、自动售票机、自动取款机 警务室 |
| 地下三层 站台层 |                                   | █ 4号线往安河桥北（国家图书馆）              |
| 地下三层 站台层 | 岛式站台，左侧開门                |                                              |
| 地下三层 站台层 | █ 4号线天宫院（大兴线）（西直门） |                                              |

### 站厅

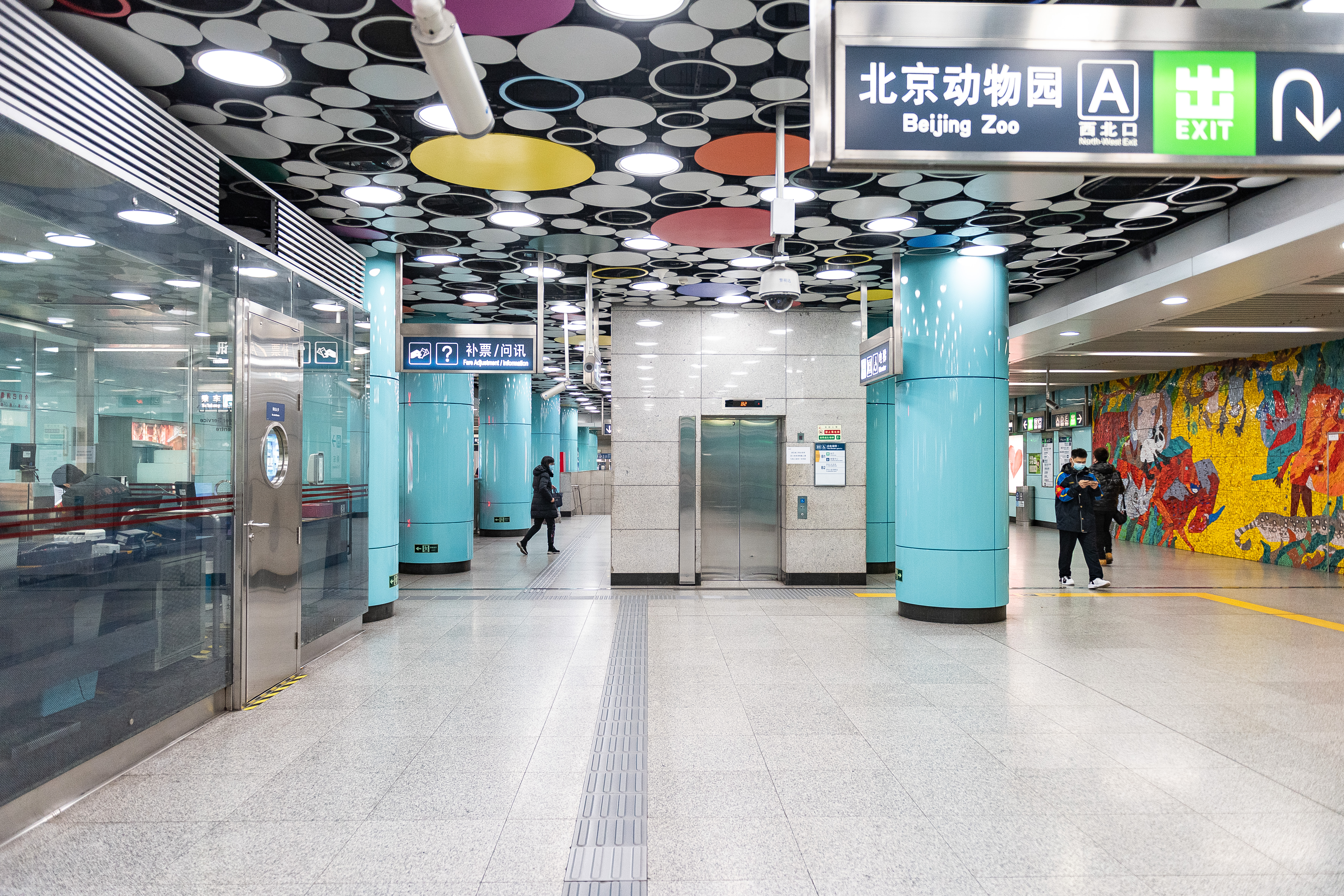
动物园站的站厅（2021年3月摄）

动物园站的站厅位于地下二层，南侧被划分为收费区。站厅中部设有前往站台层的直梯，付费区东西两侧各设一组楼梯及上行自动扶梯，连接站厅层与站台层。

### 站台

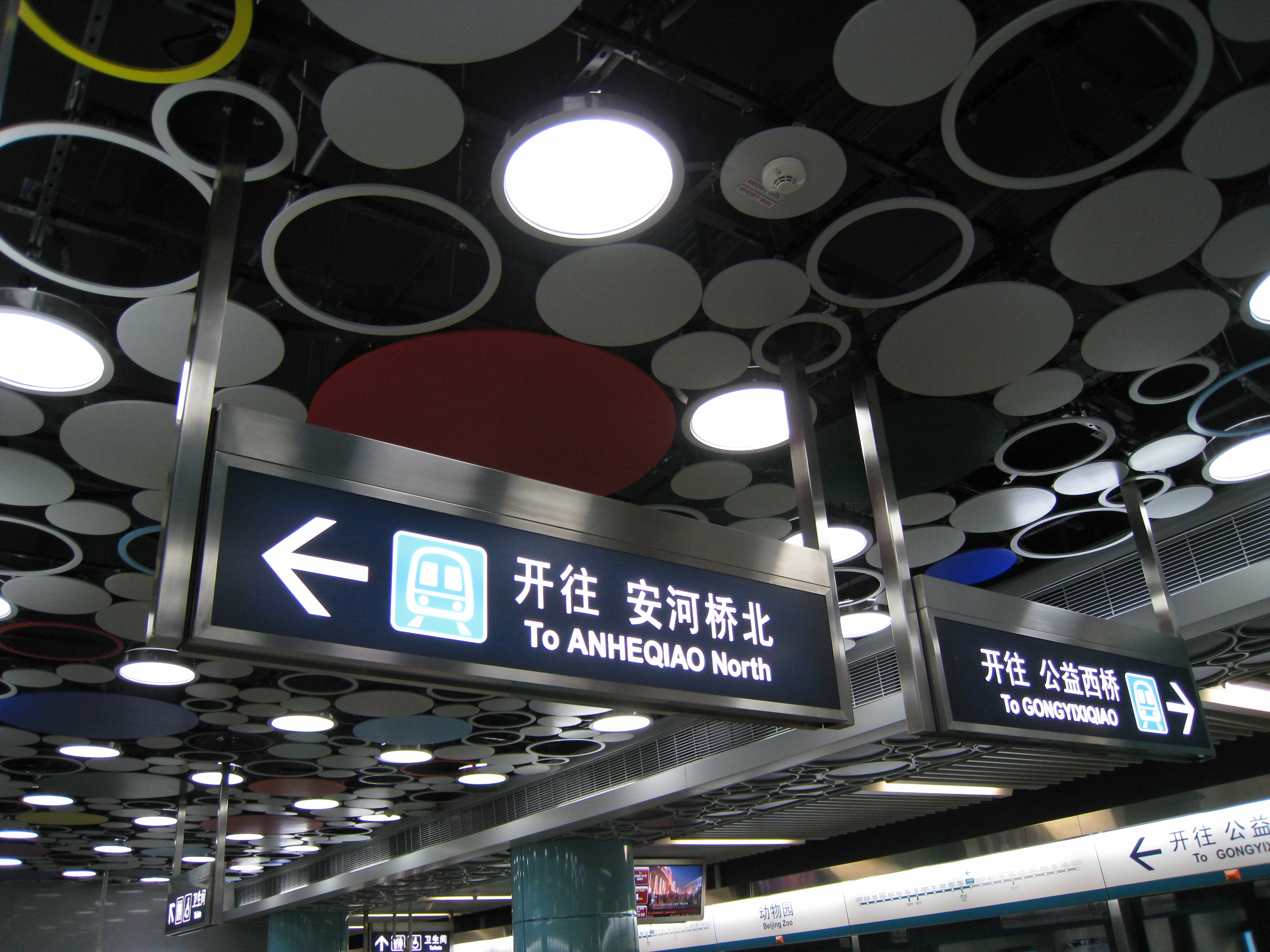
动物园站站台模拟“气球”的天花板（2009年10月摄）

动物园站设有1个岛式站台，位于西直门外大街地底。本站的公共洗手间位于站台东端。本站月台东端设有一条单渡线。

### 出入口
动物园站有5个出入口：西北 (A) 口、东北 (B) 口、东南 (C) 口（分为C1、C2、C3）、西南 (D) 口、西南 (E) 口。西直门外大街北侧的A口临近北京动物园正门；西直门外大街南侧的C口临近动物园交通枢纽，D口临近北京天文馆，B、E口则通往元沃地铁商城。A口有直升电梯等无障碍设施。
|                       |              |                                                          |      |                |
| 编号                  | 指示         | 建议前往的目的地                                         | 图片 | 无障碍设施图片 |
| 出口 · A · 升降机标志 | 西直门外大街 | 西直门外大街（北侧）、北京动物园、动物园派出所、凯旋大厦 |      |                |
| 出口 · B              | 西直门外大街 | 西直门外大街（北侧）、北京动物园                         |      | 不適用         |
| 出口 · C              | 西直门外大街 | 动物园公交枢纽                                           |      | 不適用         |
| 出口 · D              | 西直门外大街 | 西直门外大街（南侧）、北京天文馆、中国古动物馆           |      | 不適用         |
| 出口 · E              | 西直门外大街 | 西直门外大街（南侧）、北京天文馆、中国古动物馆           |      | 不適用         |
| 註： 設有             |              |                                                          |      |                |

### 车站装饰
车站在朝向北京动物园的A出入口一侧设置了儿童画动物图案壁画，而朝向北京天文馆的D出入口一侧设置了以天文星空为主题的壁画。在车站的站厅层与站台层顶部均有彩色的圆形图案，象征儿童手中的气球。

## 运营

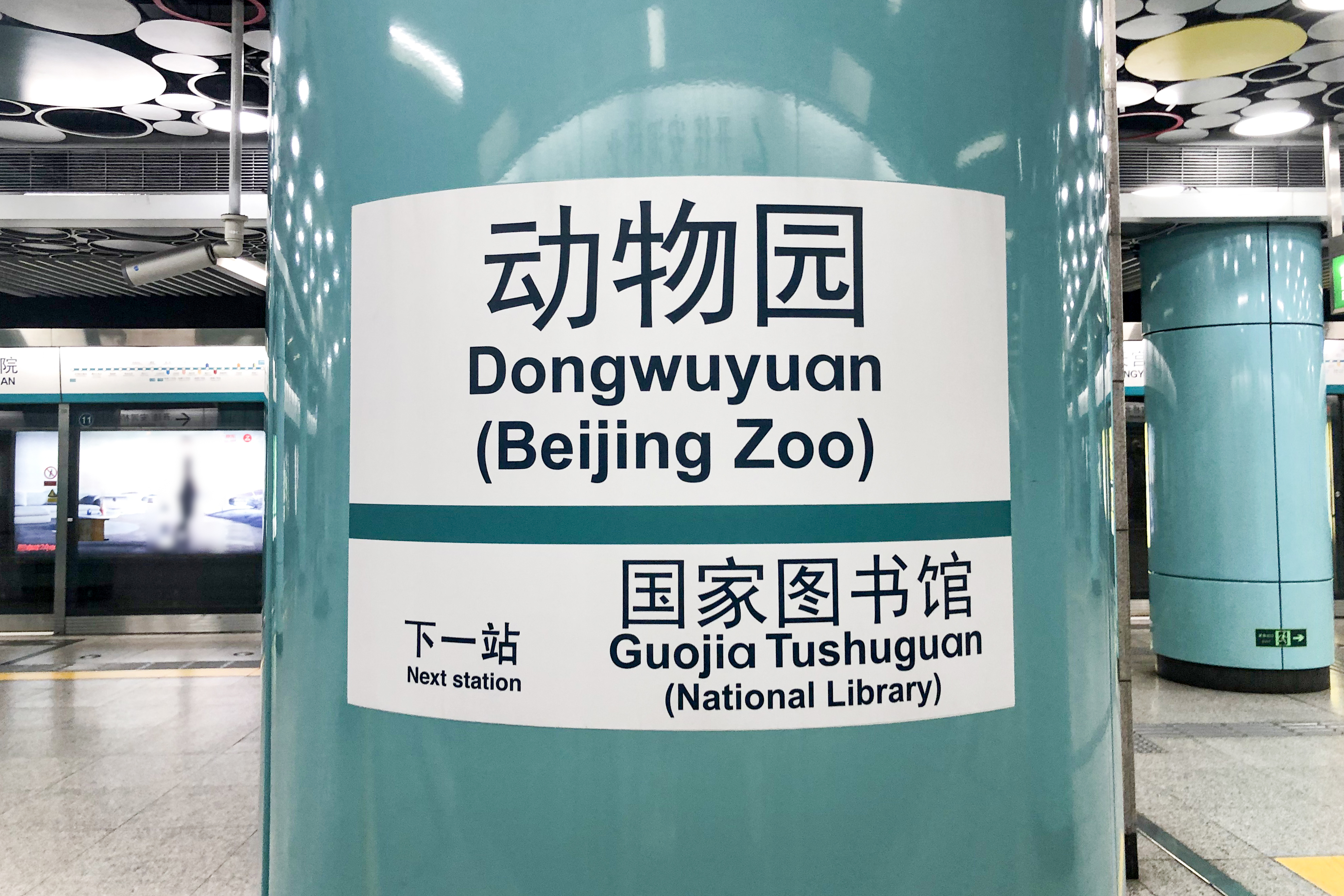
2021年12月更换的动物园站站牌

动物园站开通后面临重大节假日大客流量的压力，因周边有批发市场、公交枢纽站，还有北京动物园、北京天文馆等景点，动物园站在节假日客流高峰期间会采取限流措施，客流极大时会采取列车通过不停车的临时封站措施。
2014年初提出了动物园批发市场搬迁的动议。

## 车站周围
- 北京动物园
  - 北京海洋馆
- 北京天文馆

## 重大事件
- 2011年7月5日上午9时36分，一條從本站大堂往上運行至A出入口的奧的斯電動扶梯突然向下溜，導致扶梯上的數十人從高處摔下，事件造成1人死亡，30人受傷。據初步調查，事故的直接原因是由於固定零件損壞，扶梯驅動主機發生位移，造成驅動鏈條脫落，扶梯失去運行的動力兼制動系統失靈，使梯級在高負載的情況下隨即向下滑。事发后动物园站、西直门站等10條同型号扶梯停用。2012年1月1日这些扶梯通过北京市质量技术监督局验收后恢复使用。[10]